# سلام الراسي
سلام الراسي (1911 - نيسان 2003) هو أديب لبناني، ولد في قرية إبل السقي من قضاء مرجعيون في محافظة النبطية. ويلقبه أهل الجنوب بـ«أبي علي». وهو أحد من أعمدة التراث الحكائي وتراث الأمثال والفلكلور وكل ما يخص التجربة الشعبية اللبنانية وتجربة المنطقة اللبنانيّة الريفية الجنوبية بشكل عام. وقد عُرِف سلام الرّاسي بلقب «شيخ الأدب الشّعبي» وتمتاز كتاباته بسلاسة الأسلوب وقدرة المزج ما بين اللغة الفصحى والمحكيّة. كما تجدر الإشارة إلى انّه قدّم العديد من الحلقات التليفيزيونية على تلفزيون لبنان في مطلع التسيعنيات.

## السيرة الذاتية
ولد «أبو علي» سلام الراسي في 25 كانون الأول 1911، في بلدة إبل السقي، جنوب لبنان، أخاً لثلاثة عشر ولداً. وبكلماته هو 
. نشأ في بيت مفتوح لأب هو رجل علم ودين، يواكيم الراسي، الذي تعلم في مدرسة المرسلين في عبيه، ثم أنشأ مدرسة الفنون في صيدا، وبقي مديراً لها منذ 1880 – 1896، وهي التي عرفت فيما بعد بالمدرسة الانجيلية أو شعبياً «بالأميركان» عاد بعدها إلى إبل السقي حيث توفي عام 1917، وكانت له مكتبة عامرة موصوفة وذلك نادر في ذلك الزمن. والدته راحيل حنوش التي كانت تسعى لتعليمه تعليماً دينياً، إلا أنها لم توفق. شقيقه سامي الراسي، هاجر إلى البرازيل حيث أسّس جريدة «الجالية» في ساوباولو. شقيقه الآخر، منح الراسي، كان مديراً لتحرير جريدة الايسترن تايمز في بيروت التي كانت تصدر بالإنكليزية. زوجته الأديبة إميلي الراسي، لها ثلاث كتب ولهما ثلاث أولاد.
تلقى علومة الابتدائية في مدرسة الضيعة، التي بقيت مرتبطة به وهو بها، ثم انتقل للدراسة الثانوية في مدرسة سليم قربان في مرجعيون التي عاد إليها معلماً لفترة وجيزة. انتقل إلى بيروت مع والدته سنة 1925 حين اندلعت الثورة السورية، حيث سكن إلى رأس بيروت كما سكنت إليه، والتحق الجامعة الاميركية لفترة وجيزة عاد بعدها إلى ابل السقي.

هذه النشأة والبيئة والظروف العامة التي أحاطت بالربع الأول من القرن العشرين كان لها أثر عميق في طبع سلام الراسي بطابعها، فهو ابن الضيعة والجنوب والمثقف ابن المدينة في حين واحد، ولد أيام العثمانيين وترعرع في ظل الاستعمارين الإنكليزي والفرنسي لفلسطين ولبنان وسوريا، ثم شب مع الرعيل الأول من الاستقلاليين والوطنيين المناهضين للاستعمار المنادين بالحرية والخبز والعدالة. يقول: 
. كان من الرعيل الأول من الاشتراكيين فهو شارك في تأسيس الحزب الاشتراكي عام 37 مع إميل قشعمي وفؤاد جرداق وفاضل سعيد عقل وكثر آخرون، إلا أن تلك التجربة لم تعمّر، فما لبث أن انضمّ إلى فرج الله الحلو في الحزب الشيوعي واستمرّ فيه حتى العام 1948 حين غادره. عيّنه الوزير اميل بستاني موظفاً في مصلحة التعمير سنة 1956 بعد الزلزال، وبقي في وظائف الدولة حتى تقاعد سنة 1975. وكان من ضمن المساهمين بتأسيس مجلة الحداثة اللبنانية مع رئيس تحريرها وصاحبها فرحان صالح في العام 1994، وبقي يكتب فيها لحين وفاته.
- توفي في 19 نيسان سنة 2003، عن 92 عاما ودفن في بيروت.

## أعماله
كتب الشعر والزجل شاباً ثم تحول إلى جمع المأثور الشعبي ومجمل أصناف الأدب القروي، ألّف عدداً من القصص والروايات حتى زادت عن سبعة عشر كتاباً، سمّي بسببها «شيخ الأدب الشعبي» ونال عن ذلك عدداً من الأوسمة والتكريمات تليق به وبمقامه.
نشر أول كتبه «لئلا تضيع» سنة 1971 حين كان عمره 60 عاماً، وبقي يكتب وينشر حتى التسعين. كما شارك في العديد من البرامج التلفزيونية وبث برنامجه الشهير «الادب الشعبي في لبنان» عدة مرات.

## أوسمته
منح وسام التقدير من رئيس الجمهورية، ووسام الأرز من وزير الثقافة، ووساماً رفيعاً من دولة البرازيل عن أعماله الأدبية، وكرّم عدداً من المرات، ولكن لعل التكريم الأكبر كان في عامود داخلي صغير لإحدى الصحف عنوانه: «أهالي إبل السقي يدعون سلام الراسي للعودة إلى منزله»، والعادة في بلادنا عكس ذلك، فكان بذلك اعتراف بسمو الادب والاديب عن الضيق المناطقي والمحلي واحتلاله هو لبقعته هو في نفوس الناس والوطن والادب ألاعم والاشمل.

## أسلوبه الأدبي
هو خلطة خاصة به، وباقة شهية من الحكايات نقل منها عن المألوف والمتوارث واجترح بعضها في احيان أخرى كي يوصل فكرة إلى منتهاها، وهو صعود بمرتبة ودور الحكواتي وتقريب دور المؤرخ إلى الرواية، هو وعاء نجح في قولبته وتشكيله كي يتسع لتعايش الفصحى مع العامية وأداة هدفها تقريب الادب للناس وتأريخ مفاصل تاريخية في حكايات حافظة لها وفي النهاية تقريب الناس للناس وليس تغريبهم وتعجيزهم. كتب عن القرية فاصبح الوطن كله قريته.
يقول عباس بيضون عن ادبه: " مؤلفات الراسي حمل معظمها في عناوينه مأثورات شعبية "في الزوايا خبايا"، "حكي قرايا وحكي سرايا"، "أحسن أيامك سماع كلامك".. في عناوينها كما في بطونها افتتان بالكلام والتعبير. لم يهتم الراسي بالأعياد والأعراف والتقاليد اهتمامه بالاقتدار الريفي على اجتراح الكلام في أوزن عبارة وأكثفها وأنفذها وأغناها إيقاعا. هذا اختيار شاعر أكثر منه اختيار مؤرخ ودارس. إنه حفظ لغة واستدراك أكثر تجلياتها شعرية وفصاحة.
في عمل الراسي تعبّد للغة لا نعرف أحداً سبقه إليه. صنع من كلام غيره قلائد لولاه لما بقيت، فهو في المدى المستقبلي ناظمها وصاحبها وكأنها بنت خياله. يقوم هنا القارئ والمختار مقام المبدع وقد كان الراسي في اختياره مبدعاً. شاء الراسي أحياناً أن يطابق مأثوراته على هواجس الحاضر. هذا عمل للتبسيط والتعليم أقرب ولسنا نعرف كم أصاب منه وكم أخطأ، وهو إن دل على شيء فعلى أن بحث الراسي منحه قبل علمه مشيخة مبكرة وميلاً للتعليم. لم يجمع الرجل ثمرات الماضي والحاضر لولا حدس فات معاصريه ممن جعلوا "التقدم" حالاً من أحوال النسيان. "

## مؤلفاته
- لئلا تضيع 1971
- في الزوايا خبايا 1974
- حكي قرايا وحكي سرايا 1976
- شيح بريح 1978
- الناس بالناس 1980
- حيص بيص 1983
- الحبل على الجرار 1988
- جود من الموجود 1991
- ثمانون 1993
- القيل والقال 1994
- قال المثل 1995
- الناس أجناس 1995
- أقعد أعوج وإحكي جالس 1996
- من كل وادي عصا 1998
- السيرة والمسيرة 1998
- ياجبل ما يهزك ريح 2000
- أحسن أيامك، سماع كلامك 2001
- حكايات أدبية من الذاكرة الشعبية 2002

## وصلات خارجية
- سلام الراسي … شيخ الأدب الشعبي
- سلام الراسي
- سلام الراسي - من كل وادي عصا